# Federal Shipbuilding and Dry Dock Company

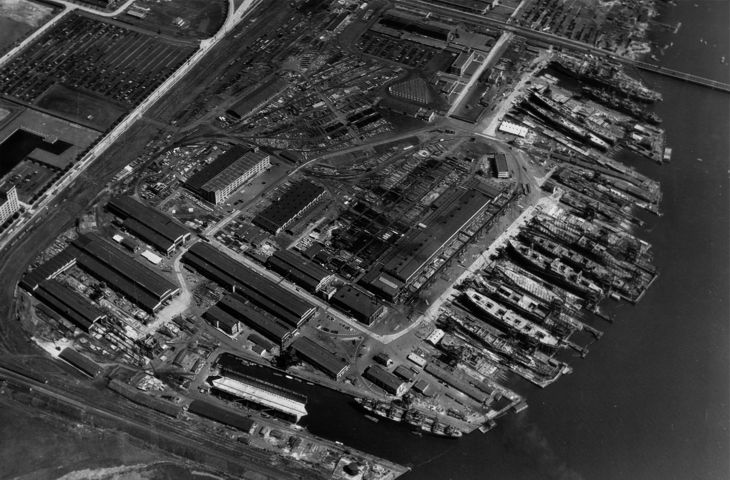
Vista aérea del Federal Shipbuilding (1945).

El Federal Shipbuilding and Dry Dock Company fue un astillero con asiento Kearny, Nueva Jersey (Estados Unidos) y una subsidiaria de U.S. Steel. Fue uno de los mayores productores para la Armada de los Estados Unidos durante la Segunda Guerra Mundial.
Fue fundado en 1917 en el lado oeste del río Hackensack y tuvo la primera puesta de quilla en noviembre de 1917. Durante la Segunda Guerra Mundial, construyó destructores de las clases Fletcher, Allen M. Sumner y Gearing, así como cruceros y mercantes.